# Гозекский круг
Гозекский круг — неолитическое сооружение в Гозеке, округ Бургенландкрайс, земля Саксония-Ангальт, Германия, в 20 км к юго-востоку от места обнаружения Небрского диска. Состоит из нескольких концентрических рвов диаметром 75 метров и двух палисадных колец с воротами в определённых местах.

## Открытие
Впервые круг обнаружен в 1991 году в ходе исследования местности с самолёта, когда на фоне пшеничного поля был обнаружен круглый силуэт. Раскопки начали Франсуа Бертем (Francois Bertemes) и Петер Биль (Peter Biehl) из Университета Галле-Виттенберга в 2002 году. При сопоставлении с данными GPS археологи обнаружили, что два южных прохода отмечают восход и заход солнца в зимнее солнцестояние.
Первые сообщения о Гозекском круге опубликованы в августе 2003 года. Немецкие журналисты окрестили это место «немецким Стоунхенджем», хотя использование слова «хендж» вряд ли корректно за пределами Британии. Относится к археологической культуре накольчатой керамики.

## Контекст
Гозекский круг относится к более чем 250 известных доисторических кольцевых канав в Германии, Австрии и Хорватии, выявленных путём наблюдения с воздуха. Археологи исследовали лишь около 10 % из них. Похожий, но более поздний, пример представляет собой Голоринг у Кобленца.

## Описание

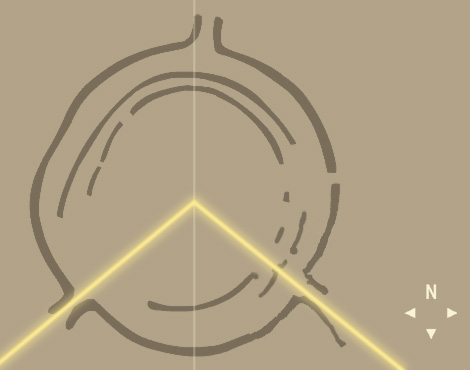
План Гозекского круга. Жёлтые линии обозначают направление восхода и захода солнца во время зимнего солнцестояния, а вертикальная линия — астрономический меридиан.

Остатки первоначальной конфигурации говорят о том, что Гозекский круг первоначально состоял из 4 концентрических окружностей, кургана, рва и двух деревянных палисадов. В палисадах было трое ворот, направленных на юго-восток, юго-запад и север. Во время зимнего солнцестояния наблюдатели в центре могли видеть восход и заход солнца через юго-восточные и юго-западные ворота соответственно. Осколки керамики, найденные в окрестностях круга, указывают на то, что он был сооружён около 4900 г. до н. э. На керамике отмечаются два вида линейных узоров, характерных для того периода.
Гозекский круг создан представителями культуры накольчатой керамики. Большинство археологов согласны, что Гозекский круг использовался для астрономических наблюдений, а именно для составления лунного календаря. В таком случае его можно считать древнейшей известной в мире солнечной обсерваторией эпохи неолита и бронзы. 

## Другие находки
При раскопках также обнаружены следы костров, кости людей и животных, а у юго-восточных ворот — обезглавленный скелет, возможно, результат жертвоприношения.
Следов пожаров или других разрушений не обнаружено, причины того, почему круг был покинут, неизвестны. Более поздние жители этих мест соорудили защитный ров вокруг старых канав.